# Canthigaster marquesensis
Canthigaster marquesensis е вид лъчеперка от семейство Tetraodontidae. Видът е уязвим и сериозно застрашен от изчезване.

## Разпространение и местообитание
Разпространен е във Френска Полинезия.
Среща се на дълбочина от 15 до 42 m.

## Описание
На дължина достигат до 7,1 cm.